# Емден (Іллінойс)
Емден (англ. Emden) — селище (англ. village) в США, в окрузі Лоґан штату Іллінойс. Населення — 467 осіб (2020).

## Географія
Емден розташований за координатами 40°17′54″ пн. ш. 89°29′6″ зх. д. / 40.29833° пн. ш. 89.48500° зх. д. (40.298197, -89.485050).  За даними Бюро перепису населення США в 2010 році селище мало площу 0,61 км², уся площа — суходіл.

## Демографія
Згідно з переписом 2010 року, у селищі мешкало 485 осіб у 211 домогосподарстві у складі 138 родин. Густота населення становила 799 осіб/км².  Було 230 помешкань (379/км²).
Расовий склад населення:
| - 99,2 % — білих - 0,2 % — чорних або афроамериканців - 0,2 % — азіатів |

До двох чи більше рас належало 0,4 %. Частка іспаномовних становила 1,2 % від усіх жителів.
За віковим діапазоном населення розподілялося таким чином: 23,9 % — особи молодші 18 років, 52,4 % — особи у віці 18—64 років, 23,7 % — особи у віці 65 років та старші. Медіана віку мешканця становила 46,3 року. На 100 осіб жіночої статі у селищі припадало 90,9 чоловіків;  на 100 жінок у віці від 18 років та старших — 87,3 чоловіків також старших 18 років.
Середній дохід на одне домашнє господарство  становив 58 827 доларів США (медіана — 52 143), а середній дохід на одну сім'ю — 66 713 долари (медіана — 60 114). Медіана доходів становила 49 167 доларів для чоловіків та 35 000 доларів для жінок. За межею бідності перебувало 11,2 % осіб, у тому числі 23,8 % дітей у віці до 18 років та 3,0 % осіб у віці 65 років та старших.
Цивільне працевлаштоване населення становило 128 осіб. Основні галузі зайнятості: освіта, охорона здоров'я та соціальна допомога — 18,8 %, роздрібна торгівля — 15,6 %, фінанси, страхування та нерухомість — 11,7 %, транспорт — 10,2 %.